# Xian de Cangxi
Le xian de Cangxi (苍溪县 ; pinyin : Cāngxī Xiàn) est un district administratif de la province du Sichuan en Chine. Il est placé sous la juridiction de la ville-préfecture de Guangyuan.

## Démographie
La population du district était de 765 617 habitants en 1999.